# Go-Yōzei Tennō
Go-Yōzei Tennō (後陽成天皇?) (31 de diciembre de 1571 - 25 de septiembre de 1617) fue el 107° emperador de Japón, de acuerdo al orden tradicional de sucesión. Reinó del 17 de diciembre de 1586 al 9 de mayo de 1611, correspondiendo a la transición entre el Período Sengoku (Período Azuchi-Momoyama) y el Período Tokugawa. Su nombre personal era originalmente Kazuhito (和仁), pero luego fue cambiado a Katahito (周仁).

## Genealogía
Era el hijo mayor del Príncipe Masahito (誠仁親王), designado más adelante como Emperador Retirado honorario, quinto hijo del Emperador Ōgimachi.
Hijos:
- Konoe Sakiko (近衛前子) -  Emperatriz Dowager Chūwa (中和門院; 1575–1630) 
  - Primera hija: Princesa Shōkō (聖興女王)
  - Segunda hija: Ryūtōin-no-miya (龍登院宮) (1592–1600)
  - Tercera hija: Princesa Imperial Seishi (清子内親王)
  - Tercer hijo: Príncipe Imperial Kotohito (政仁親王) (Emperador Go-Mizunoo)
  - Cuarta hija: Princesa Bunkō (尊英女王)
  - Cuarto hijo: Konoe Nobuhiro (政仁親王), más tarde Emperador Go-Mizunoo (1596–1680)
  - Séptimo hijo: Príncipe Imperial Takamatsu-no-miya Yoshihito (高松宮好仁親王) (Primer Takamatsu-no-miya)
  - Noveno hijo: Ichijō Akiyoshi (一条昭良)
  - Quinta hija: Princesa Imperial ?? (子内親王)
  - Décimo hijo: Príncipe Imperial ?? (庶愛親王)
  - Undécima hija: Princesa Sonhasu ?? (尊蓮女王)
- Nakayama Oyako (中山親子) 
  - Primer hijo: Príncipe Imperial ?? (良仁親王)
  - Segundo hijo: Príncipe Imperial Yukikatsu (幸勝親王)
- Hino ?? (日野輝子)

Quinto hijo: Príncipe Imperial ?? (毎敦親王) 
- Jimyōin Motoko (持明院基子) 
  - Sexto hijo: Príncipe ?? (尭然法親王) (Sacerdote Budista)
- Niwata Tomoko (庭田具子) 
  - Octavo hijo: Príncipe ?? (良純法親王) (Sacerdote Budista)
- Hamuro ?? (葉室宣子) 
  - Décima hija: Princesa ?? (尊清女王)
- Sirvienta?: Nishinotōin Tokiko (西洞院時子) 
  - Sexta hija: Princesa Nagamune (永宗女王)
  - Séptima hija: ?? (高雲院宮)
- Consorte: ?? (古市胤子) 
  - Octava hija: ??-no-miya (冷雲院宮)
  - Undécimo hijo: Príncipe ?? (道晃法親王) (Sacerdote Budista)
  - Novena hija: Sorohanain-no-miya (空花院宮)
- Consorte: hija de Chūtō Tokohiro (中東時広) 
  - Duodécimo hijo: Príncipe ?? (道周法親王) (Sacerdote Budista)
  - Decimotercer hijo: Príncipe Imperial  Yukikatsu (幸勝親王)
- Consorte: Desconocida
  - Segunda hija: Princesa Fumitaka (文高女王)

## Vida
Originalmente, el hijo de Ōgimachi Tennō debía suceder a su padre. Sin embargo, dicho heredero murió en 1586 por causas naturales. Por esta razón, el Príncipe Katahito fue hecho príncipe heredero el 5 de noviembre de este año, y dos días después, su abuelo el Emperador abdicó, y el Príncipe Katahito se convirtió en el Emperador Go-Yōzei.
Su reinado corresponde a la subida de Oda Nobunaga, el gobierno de Toyotomi Hideyoshi, y el principio del Shogunato Tokugawa. Fue el tennō que confirmó su ascenso al poder.
El Emperador dio a Toyotomi Hideyoshi el rango de Taikō, originalmente un título dado al padre del principal consejero del Emperador (Kampaku), o un Kampaku retirado, que era esencialmente para incrementar su status y estabilizar eficazmente su poder. Esto también permitía a la Familia Imperial recobrar su prestigio perdido.
En 1603, a Tokugawa Ieyasu le fue dado el título de Seii Taishōgun, que había quedado recientemente vacante, comenzando el Shogunato Tokugawa. Él comenzó a interferir gradualmente en los asuntos de la Corte Imperial. El derecho para conceder rangos de corte nobiliaria y cambiar la era se convirtieron en asuntos del bakufu. Sin embargo, la pobreza de la Corte imperial durante la Era Sengoku llegó a ser una cosa del pasado, mientras que el bakufu proporcionaría constantemente sus necesidades financieras.
En 1611, el Emperador Go-Yōzei abdicó en favor de su tercer hijo, quien se convirtió en el Emperador Go-Mizunoo.  Había querido ser sucedido por su hermano más joven, el Príncipe Imperial Hachijō-no-miya Toshihito (八条宮智仁親王) (primero de la línea Hachijō-no-miya, luego llamada Katsura-no-miya), quien construyó la Villa Imperial de Katsura.
Amaba la literatura y el arte. Publicó el Kobun Kokyo y parte del Nihonshoki con caracteres movibles dedicados al Emperador por Toyotomi Hideyoshi.
Murió el 25 de septiembre de 1617.

## Eras de su reinado
- Tenshō
- Bunroku
- Keichō